# Acambay de Ruíz Castañeda
Acambay de Ruíz Castañeda är en kommun i Mexiko. Den ligger i nordvästra delen av delstaten Mexiko, nära gränsen till Querétaro och cirka 100 km nordväst om huvudstaden Mexico City. Kommunen är döpt efter Maximiliano Ruiz Castañeda, en framgångsrik mexikansk läkare som föddes i kommunen.
Kommunen hade sammanlagt 60 918 invånare vid folkräkningen 2010. Kommunens area är 465,70 kvadratkilometer, vilket gör det till en av de största kommunerna i delstaten sett till yta, men också en av de mest glesbefolkade.